# Denis Aleksejev
Denis Sergejevitj Aleksejev (ryska: Денис Сергеевич Алексеев), född 21 december 1987 i Leningrad i Ryska SFSR i Sovjetunionen, är en rysk före detta friidrottare som tävlade på 400 meter.
Aleksejevs genombrott kom när han 2007 blev Europamästare för 23-åringar på 400 meter. Året efter deltog han vid inomhus-VM där han blev utslagen i semifinalen på 400 meter.
Aleksejev deltog vid olympiska sommarspelen 2008 där han ingick i det ryska stafettlag på 4 x 400 meter som slutade på tredje plats. Vid samma mästerskap blev han utslagen i försöken på 400 meter och tog sig inte vidare till kvartsfinal. Omtestning 2016 av dopningsprov från OS i Peking 2008 visade att hans prov innehöll förbjudna medel.

## Personliga rekord
- 400 meter - 45,35 i Kazan den 17 juli 2008